# 平村
平村，中國云南省临沧市凤庆县凤山镇下轄的一个行政村。當地與景谷縣的民樂村曾經有邊界糾紛。1983年，雲南省人民政府出面調解。

## 鄰近村庄
- 中村
- 上村
- 登高村
- 旧寨
- 山河村